# Phidippus californicus
Phidippus californicus es una especie de araña araneomorfa del género Phidippus, familia Salticidae. Fue descrita científicamente por George Williams Peckham y su esposa E. G. Peckham en 1901.

## Hábitat
Phidippus californicus se encuentra en la comunidad de artemisa del Desierto de la Gran Cuenca. Estas grandes arañas saltadoras habitan en arbustos como Artemisia tridentata, Chrysothamnus nauseosus y Atriplex canescens. P. californicus prefiere arbustos que crecen en laderas con suelos delgados y pedregosos, y parece evitar las coníferas y los hábitats húmedos. En el mismo hábitat, a menudo en el mismo arbusto, se encuentran otras dos especies de Phidippus: P. apacheanus y P. octopunctatus.

## Conducta
Phidippus californicus está activo desde media mañana hasta el anochecer, y se puede ver en los arbustos que corren a lo largo de las ramas o se balancean cerca de sus puntas. La carrera se interrumpe con frecuencia: la araña se detiene, gira hacia un lado y luego hacia el otro, aparentemente analizando su entorno. Construye un refugio, que consiste en un tubo de seda ligeramente aplanado, rodeado de cuerdas de sujeción que lo unen a las ramitas u hojas del arbusto. Los nidos de muda y reproducción son similares, pero usan mucha más seda. Estos se encuentran debajo de las piedras en la base del arbusto. Cuando un macho y una hembra sin aparear se encuentran, se necesitan entre 30 y 60 segundos de cortejo hasta que se produce el apareamiento. Se ha observado que los machos cortejan inicialmente a las hembras cargadas de huevos, hembras de diferentes especies de Phidippus. Las hembras previamente apareadas pueden retirarse o atacar al macho como presa.

### Cortejo
La exhibición de cortejo de los machos es similar a la de P. apacheanus, P. clarus o P. octopunctatus. El macho comienza su exhibición sosteniendo el caparazón muy arriba, desplazando el abdomen hacia un lado y levantando el primer par de patas. En esta posición, se mueve delante de la hembra, deteniéndose después de cada pocos pasos. El macho avanza en zigzag, desplazando su abdomen hacia el otro lado al final de cada aproximación oblicua. En todo momento, el macho que baila mueve sus patas delanteras hacia arriba y hacia abajo, manteniéndolas bien separadas al principio y acercándolas más y más a medida que se acerca a la hembra. Luego, con las patas delanteras casi paralelas frente a él, toca a la hembra con cautela una o dos veces. Si la hembra permanece quieta en esta etapa, el macho se sube sobre ella y usa las patas delanteras para ayudar a girar su abdomen hacia un lado. Cuando el poro genital, que se encuentra en el abdomen ventral, queda así expuesto, el macho inserta su palpo. Después de 2-3 minutos, el macho retira este pedipalpo, gira el abdomen de la hembra en la otra dirección e inserta el otro pedipalpo.

### Caza
La araña rara vez inicia el comportamiento de caza para detener a la presa e interrumpe el comportamiento en curso cuando la presa deja de moverse. Al perseguir a una presa, al principio se mueve rápidamente, disminuyendo la velocidad a medida que se acerca a la presa. Dentro de los 5 centímetros (2,0 pulgadas) de la presa, presiona su cuerpo contra el suelo y atrae las piernas hacia el cuerpo. Aproximadamente a 1,5 centímetros (0,59 pulgadas), se queda quieto en esta posición agachada, une un hilo de seguridad al suelo y salta sobre la presa. Al atacar presas grandes, puede tomar un movimiento curvo para saltar sobre por detrás. Los machos inmaduros requieren alrededor de media hora para digerir una mosca de la fruta (Drosophila melanogaster), mientras que los individuos de un centímetro (0,39 pulgadas) de largo necesitan menos de 9 minutos. Para consumir una mosca doméstica (Musca domestica), incluso las hembras adultas grandes necesitan casi una hora. Cuanto más hambrienta esté una araña, más tiempo tardará en digerir a la presa. Si tienen hambre, capturarán fácilmente más de una presa a la vez, si se acerca mucho. Las arañas saciadas responderán a la presa extendiendo las patas delanteras hacia ella.

## Reproducción
Los machos adultos se encuentran desde principios de abril hasta julio, las hembras desde principios de mayo hasta julio. La hembra pone de dos a tres lotes sucesivos de huevos, y cada lote contiene menos huevos. Alrededor de 40 nacen del primero, 30 del segundo y pocos, si acaso, del tercero. Las crías eclosionan después de unas tres semanas. Permanecen dentro del nido hasta después de una primera muda, poco más de dos semanas después, momento en el que son autosuficientes.